# Pierre Saint Jean
Ne doit pas être confondu avec Pierre Saint-Jean.
Pierre Saint Jean ou Pierre St. Jean, né le 3 septembre 1833 à Bytown en Ontario et mort le 6 mai 1900 à Ottawa, est un médecin et homme politique franco-ontarien.

## Biographie
Pierre Saint Jean étudie la médecine à l'université McGill de Montréal. Il obtint son diplôme de docteur en 1855. Il pratique la médecine à Saint-Denis-sur-Richelieu au Québec où il se maria, mais sa femme mourut en couches en 1857. Il partit alors s'installer à Ottawa. Il fut l'un des trois médecins francophones du futur hôpital d'Ottawa fondé par Élisabeth Bruyère et les Sœurs grises.
Il fonde avec le maire francophone de Bytown (devenu peu après Ottawa) Joseph-Balsora Turgeon une société littéraire de langue française l'Institut canadien-français d'Ottawa.
En 1874, il est le premier député francophone de l'Ontario à siéger à la Chambre des communes du Canada représentant la ville d'Ottawa. En 1882 et 1883, il devint maire d'Ottawa. Après son mandat de maire, il continua à travailler à l'hôpital d'Ottawa jusqu'en 1898.